# 76e division de réserve (Empire allemand)
Pour les articles homonymes, voir 76e division.

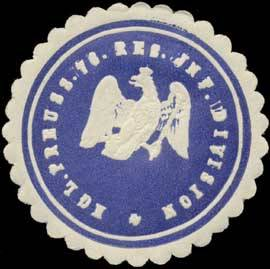
Insigne du 76e de réserve

La 76e division de réserve est une grande unité de l'armée prussienne pendant la Première Guerre mondiale.

## Composition

### Composition le 29 décembre 1914
- 76e brigade d'infanterie de réserve
  - 252e régiment d'infanterie de réserve
  - 253e régiment d'infanterie de réserve
  - 254e régiment d'infanterie de réserve
  - 76e compagnie cycliste de réserve
  - 76e détachement de cavalerie de réserve
- 76e brigade d'artillerie de campagne de réserve
  - 56e régiment d'artillerie de campagne de réserve
  - 58e régiment d'artillerie de campagne de réserve
  - 76e compagnie du génie de réserve

### Composition le 20 février 1918
- 76e brigade d'infanterie de réserve
  - 252e régiment d'infanterie de réserve
  - 253e régiment d'infanterie de réserve
  - 254e régiment d'infanterie de réserve
  - 76e détachement cycliste de réserve
  - 3e escadron du 1er régiment d'uhlans de réserve
- 76e commandant d'artillerie
  - 76e régiment d'artillerie de campagne de réserve
  - 2e bataillon du 24e régiment d'artillerie à pied
- 376e bataillon du génie
- 476e commandant divisionnaire du renseignement

## Calendrier des batailles

### 1914
- à partir du 29 décembre - déploiement de la 10e armée

### 1915
- jusqu'au 3 février - déploiement de la 10e armée
- du 4 au 22 février - Bataille d'hiver en Mazurie
- 23 février au 6 mars - batailles sur le Bobr
- 3 au 10 mars – Batailles dans l'arc de l'Orzyc
- du 6 au 29 mars - bataille de position à Lipniki-Lyse
  - du 11 au 21 mars - Batailles de tranchées au nord de Przasnysz
- du 25 au 30 mars - Batailles à Krasnopol et Krasne
- du 31 mars au 20 juillet – Batailles de position entre Augustów, Mariampol et Pilwiszki
- 21 juillet au 7 août - Batailles sur la Jesia et à Wejwery
- du 8 au 18 août - Siège de Kovno
- 19 août au 8 septembre - Bataille de Niemen
- 9 septembre au 2 octobre - Bataille de Vilna
- 3 au 15 octobre - batailles de position entre Krevo- Smorgon - Naroch -Tveretsch
- 16 octobre au 2 novembre – Réserve de l'Ober Ost
- à partir du 3 novembre – Batailles de position devant Riga

### 1916
- jusqu'à 17 septembre - Batailles de tranchées devant Riga
- 26 septembre - Dolmany (de)
- du 26 au 29 septembre - Bataille de Sibiu (de)
- du 29 septembre au 4 octobre - Batailles de Fogaras
- 5 octobre - Bataille de la forêt fantôme
- du 7 au 9 octobre - Bataille de Cronstadt
- du 10 octobre au 28 novembre - Batailles de montagne au col de Törzburg
- du 29 au 30 novembre - Batailles de poursuite à Câmpulung
- du 1er au 5 décembre – Bataille de l'Argesch
- du 6 au 8 décembre - Cocorasti-Misli, Plopeni, Calinesti, Floresti, Baicoiu, Filipesti et Bordeni
- du 9 au 20 Décembre - batailles de poursuite sur Jalomita -Prahova et Buzaul
  - 15 décembre – Traversée du Buzaul
- du 21 au 27 décembre - Bataille de Rimnicul-Sarat
- à partir de 28 décembre - Poursuite des combats après la bataille de Rimnicul-Sarat

### 1917
- jusqu'au 3 janvier - Poursuite des combats après la bataille de Rimnicul-Sarat
- du 4 au 8 janvier - Bataille de la Putna
- 9 janvier au 5 Août - Guerre de tranchées à Putna et Sereth
  - du 22 au 25 juillet - Batailles défensives sur le Sereth
- du 26 juillet au 9 décembre - Guerre de tranchées sur le Sereth et Susita
  - 6 août au 3 septembre - bataille décisive sur Putna et Susita
- à partir de 10 décembre - Armistice sur le front roumain

### 1918
- jusqu'au 7 mars - Armistice sur le front roumain
- du 7 au 11 mars - Transport vers l'ouest
- du 11 au 30 mars - Batailles de tranchées en Lorraine
- du 31 mars au 6 avril – Réserve de l'OHL  auprès de la 18e armée
- du 7 avril au 24 mai - Combats sur l'Avre et à Montdidier et Noyon
- du 25 mai au 15 juillet - Batailles de tranchées devant Verdun
- du 18 au 25 juillet - Bataille défensive entre Soissons et Reims
- 26 juillet au 3 août - Bataille défensive mobile entre la Marne et la Vesle
- 4 au 16 août - Combats de tranchées entre l'Oise et l'Aisne
- 17 août au 4 septembre - Bataille défensive entre l'Oise et l'Aisne
- 4 au 20 septembre - Batailles de Vauxaillon et Laffaux
  - 5 au 8 septembre - Combats devant le ligne Siegfried
  - du 9 au 18 septembre - Combats dans la ligne Siegfried auprès de la 9e armée
- du 19 au 25 septembre - Batailles dans la ligne Siegfried
- du 26 septembre au 9 octobre – bataille défensive en Champagne et sur la Meuse
- du 10 au 12 octobre - Batailles devant les fronts Hunding et Brunhild
- du 13 au 17 octobre - Combats de l'Aisne et de l'Aire
- du 18 au 23 octobre - Bataille de Vouziers
- du 24 au 31 octobre - Combats de l'Aisne et de l'Aire
- du 1er au 4 novembre - Batailles entre l'Aisne et la Meuse
- du 5 au 11 novembre - Batailles de retraite devant la position Anvers-Meuse
- à partir de 12 novembre - évacuation du territoire occupé et retour au pays

## Commandants
| Grade                        | Nom                           | Date                                |
| ---------------------------- | ----------------------------- | ----------------------------------- |
| Generalmajor/Generalleutnant | Hugo Elstermann von Elster    | 24 décembre 1914 au 17 janvier 1918 |
| Generalmajor                 | Alfred von Quadt-Hüchtenbruck | 1er février 1918 à janvier 1919     |